# Kruiningenbrug
De Kruiningenbrug was een vierendeelbrug over het Albertkanaal in de Antwerpse gemeente Schoten en is een toekomstige fietsers- en voetgangersbrug op deze locatie.

## Geschiedenis
Reeds in 1768 is er sprake van een Kruiningenbrug, echter niet over het Albertkanaal (dat pas in de periode 1930-1939 werd gegraven), maar over de Schijnbeek. In 1852 werd besloten een vaart te graven tussen Herentals en Antwerpen, het Klein Schijn. Deze vaart werd voorzien van 42 draaibruggen. Vanaf 1890 kwamen er plannen om de vaart om te vormen naar het Kempisch kanaal. De bestaande bruggen moesten in die plannen wijken voor grotere en bredere metalen bruggen. Het duurde door de Eerste Wereldoorlog tot 1930 eer men aan de uitvoer van de plannen kon beginnen. Echter had men toen al opdracht gekregen om de voorziene plannen om te vormen naar het nieuw aan te leggen Albertkanaal. Voor het Albertkanaal ontwierp ingenieur Arthur Vierendeel een nieuw type brug die later de vierendeelbrug genoemd zou worden. De Kruiningenbrug werd een brug van dit type. Tijdens de achttiendaagse Veldtocht werd de brug echter opgeblazen door het Belgisch leger. Na de oorlog werd de brug niet meer opnieuw gebouwd. Wel was er jarenlang een veerverbinding waar ooit de brug had gelegen. Enkele jaren na de aanleg van de Deurnebrug (1958) en de Hoogmolenbrug (1965) verdween ook deze veerverbinding.

## Masterplan Mobiliteit Antwerpen
In het kader van het Masterplan Mobiliteit Antwerpen worden aan de bruggen tussen de Haven van Antwerpen en de aansluiting met het Kanaal Dessel-Turnhout-Schoten nieuwe functies gegeven. Vrachtverkeer bijvoorbeeld wordt geconcentreerd op de Deurnebrug. Het plan voorziet ook in de aanleg van een brug voor fietsers en voetgangers. Deze nieuwe Kruiningenbrug krijgt geen klassieke aanloophellingen (daarvoor is er geen plaats in deze dichtbebouwde regio), maar fietsers en voetgangers zullen via een trap naar boven moeten. De Kruiningenbrug wordt, net zoals de andere bruggen over het Albertkanaal, gebouwd voor een doorvaarthoogte van 9,10 meter.